# Boulder City
Boulder City è una città degli Stati Uniti d'America, situata nella contea di Clark, nello stato del Nevada. Al censimento del 2000 possedeva 14.966 abitanti; mentre al censimento del 2010 gli abitanti risultavano essere 15.023.
Boulder City venne originariamente fondata nel 1932 a seguito della costruzione delle case per gli operai impegnati nella costruzione della vicina Diga di Hoover, il 4 gennaio 1960 venne ufficialmente incorporata come municipalità.